# 2002 CZ224
2002 CZ224, também escrito como 2002 CZ224, é um objeto transnetuniano que está localizado no Cinturão de Kuiper, uma região do Sistema Solar. Este objeto é classificado como um cubewano. Ele possui uma magnitude absoluta de 7,0 e tem um diâmetro estimado com cerca de 175 km.

## Descoberta
2002 CZ224 foi descoberto no dia 7 de fevereiro de 2002 pelo astrônomo Marc W. Buie.

## Órbita
A órbita de 2002 CZ224 tem uma excentricidade de 0,057 e possui um semieixo maior de 45,252 UA. O seu periélio leva o mesmo a uma distância de 42,689 UA em relação ao Sol e seu afélio a 47,816 UA.